# 埃农 (约讷省)
埃农（法語：Esnon，法語發音：[enɔ̃]）是法国勃艮第-弗朗什-孔泰大区约讷省的一个市镇，属于欧塞尔区。

## 地理
埃农（47°59'2"N, 3°34'33"E）面积12.05 平方千米，位于法国勃艮第-弗朗什-孔泰大區约讷省，该省份为法国中北部内陆省份，西接卢瓦雷省，西北接塞纳-马恩省，南至涅夫勒省，东临科多尔省，东北与奥布省接壤。
与埃农接壤的市镇（或旧市镇、城区）包括：贝勒绍姆、奥尔穆瓦、阿尔芒松河畔布列农、奥特地区比西、米热讷、奥特地区帕鲁瓦。

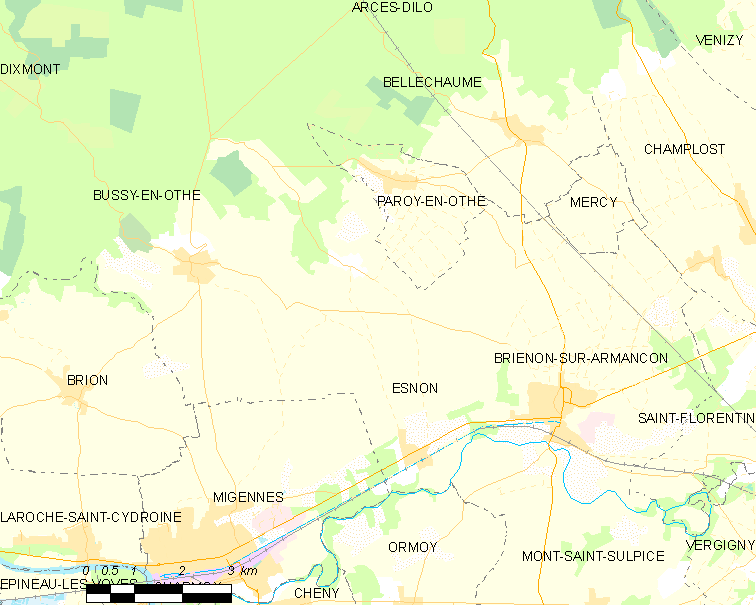
的OSM定位图

埃农的时区为UTC+01:00、UTC+02:00（夏令时）。

## 行政
埃农的邮政编码为89210，INSEE市镇编码为89156。

## 政治
埃农所属的省级选区为阿尔芒松河畔布列农县。

## 人口

1962-2008年间人口变化图示

埃农于2022年1月1日时的人口数量为386人。